# Бруно Затлер
Бруно Затлер (Шмаргендорф, 17. април 1898 - Лајпциг-Мојсдорф, 15. октобар 1972) је био шеф београдског Гестапоа у Другом светском рату, одговоран за убиства јеврејских жена и деце из логора Сајмиште.

## Напомена
- Садржај чланка је преузет из публикације Места страдања и антифашистичке борбе у Београду 1941–44. објављене под Creative Commons лиценцом.